# Alessandro Lattes
Alessandro Lattes (Venezia, 18 marzo 1858 – Roma, 28 gennaio 1940) è stato un giurista e storico italiano.

## Biografia

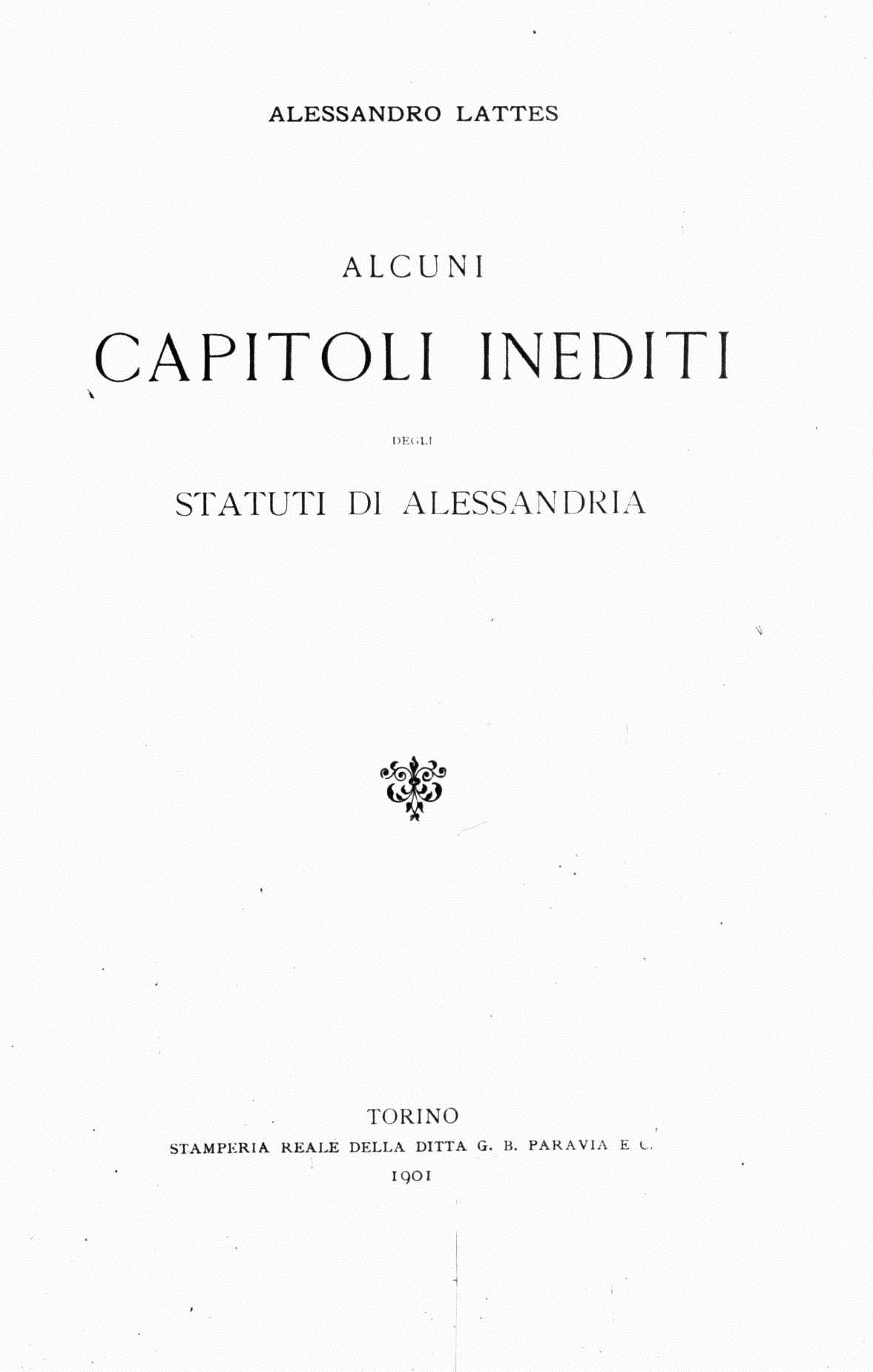
Alcuni capitoli inediti degli statuti di Alessandria (Statuta magnificae communitatis Alexandriae), 1901

Fu docente di Storia del Diritto italiano nelle Università di Cagliari (1908-1909), di Modena (1909-1912), di Parma (1912-1914) e di Genova (1914-1933), dove per otto anni fu preside della facoltà di Giurisprudenza, della quale divenne professore emerito.
Pubblicò ricerche su diversi aspetti di storia del diritto commerciale e sugli Statuti medioevali lombardi.
Nel 1926, in memoria del fratello Elia Lattes, costituì la Fondazione Elia Lattes.

## Opere principali
- Il diritto commerciale nella legislazione statutaria delle città italiane, 1882.
- Studi di diritto statutario. Sul procedimento sommario e sull'identità statutaria, 1887.
- Il diritto consuetudinario delle città lombarde: nota, in Rendiconti del Reale Istituto lombardo di scienze e lettere, 1895,  pp. 986-997.
- Del posto che spetta al "Libro delle consuetudini milanesi" nel diritto consuetudinario lombardo: nota, in Rendiconti del Reale Istituto lombardo di scienze e lettere, 1896,  pp. 289-295.
- Degli antichi statuti di Milano che si credono perduti: nota, in Rendiconti del Reale Istituto lombardo di scienze e lettere, 1896,  pp. 1057-1083.
- Le liminote ed alcuni usi nuziali lombardi: nota, in Rendiconti del Reale Istituto lombardo di scienze e lettere, 1897,  pp. 1357-1371.
- Due giureconsulti milanesi: Signorolo e Signorino degli Omodei: nota, in Rendiconti del Reale Istituto lombardo di scienze e lettere, 1899,  pp. 1017-1045.
- Il diritto consuetudinario delle città lombarde, 1899.
- Parole e simboli: Wifa, Brandon e Wiza, in Rendiconti del Reale Istituto lombardo di scienze e lettere, 1900,  pp. 954-979.
- Alcuni capitoli inediti degli statuti di Alessandria [Statuta magnificae communitatis Alexandriae], Torino, Paravia, 1901.
- L'ingrossazione nelle carte pavesi, in Archivio Storico Lombardo, 1914,  pp. 754-757.